# Lebjazsje (Kirovi terület)
Lebjazsje (oroszul: Лебяжье) városi jellegű település Oroszország Kirovi területén, a Lebjazsjei járás székhelye.
Lakossága: 3362 fő (a 2010. évi népszámláláskor),melynek 97%-a orosz, 2%-a mari, 1%-a tatár.

## Fekvése
A Kirovi terület déli részén, Kirov területi székhelytől 178 km-re, a Vjatka jobb partján, a Lebegyka folyó torkolatánál terül el. A Vjatka alacsony túlsó partját kiterjedt fenyőerdő borítja. A legközelebbi város a 45 km-re északnyugatra fekvő Szovjetszk (átkelőhely a Vjatkán), illetve délkelet felé Urzsum. A Szovjetszkbe vezető közutat 1974-ben aszfaltburkolattal látták el.

## Története
A település elődjét 1605-ben alapították. A fontosabb közlekedési utaktól távoli kis faluban még a 19. század folyamán sem alakult ki említésre méltó ipar vagy kézművesség. Első iskoláját 1841-ben nyitották meg. A szovjet időszakban, a járások megalakításakor itt jelölték ki a járás székhelyét. 1938-ban kezdődött a falu villamosítása, 1954-ben a vízvezeték kiépítése és a víztorony felállítása. 1965-ben a falut városi jellegű településsé nyilvánították. 1958-tól 1990-ig légijárat közlekedett Kirovba, később a leszállópályát családi házas övezet váltotta fel. 
A település élelmiszeriparát elsősorban az 1959-ben alapított tejfeldolgozó üzem jelenti.

## Nevezetessége
Lebjazsje nevezetessége a Lebegyka fölé magasodó dombon található régészeti emlékhely. Területe az idők folyamán földcsuszamlások és a folyamatos kőbányászat miatt csökkent. A feltárás során előkerült régészeti anyag a Kr. e. 7.–3. századból való. 